# Людвиг Филипп Пфальц-Зиммернский
Людвиг Филипп Пфальц-Зиммернский (нем. Ludwig Philipp von der Pfalz; 23 ноября 1602, Гейдельберг — 8 января 1655, Кроссен) — курпринц Пфальцский, сын курфюрста Фридриха IV Пфальцского, младший брат «зимнего короля» Фридриха V, после смерти которого являлся опекуном его сына Карла I Людвига и регентом Пфальца.

## Биография
В соответствии с отцовским завещанием Людвиг Филипп унаследовал земли Шпорнгеймского графства и княжество Пфальц-Зиммерн, которое по соглашению 1653 года вернулось курфюрстской ветви. Людвиг Филипп последовал за своим братом в Богемию и до битвы на Белой горе владел некоторое время Бреслауским княжеством.
Император Фердинанд II признал Людвига Филиппа невиновным в богемских событиях, тем не менее, его земли были оккупированы испанцами. Благодаря вмешательству Швеции в Тридцатилетнюю войну Людвиг Филипп вернул себе Зиммерн и был назначен шведами управлять Пфальцем. Уже в 1634 году Людвиг Филипп был вынужден выехать во Франкенталь и Седан после поражения шведов в битве при Нёрдлингене. Людвиг Филипп вернулся в свои земли только после заключения Вестфальского мира.

## Потомки
В 1631 году Людвиг Филипп женился на Марии Бранденбургской, дочери курфюрста Иоганна Фридриха. У супругов родились:
- Карл Фридрих — умер в младенчестве;
- Густав Людвиг — умер в младенчестве;
- Карл Филипп — умер в младенчестве;
- Людвиг Казимир (1636—1652) — умер в 16 лет;
- Елизавета Мария Шарлотта (1638—1664), замужем за Георгом III Бжегским, детей не имела;
- Людвиг Генрих Мориц (1640—1674), пфальцграф Зиммернский, был женат на Марии Нассауской, детей не имел;
- Луиза София Элеонора (1642—1643), умерла в младенчестве.